# 尼亞加塔雷
01°17′35″S 30°19′30″E / 1.29306°S 30.32500°E
尼亞加塔雷（Nyagatare），是盧旺達的城鎮，位於該國東部，由東部省負責管轄，是尼亞加塔雷縣的首府，面積164平方公里，海拔高度1,414米，2015年人口100,000，人口密度每平方公里610人。